# Mariska Beijer
Mariska Beijer (Den Helder, 29 juni 1991) is een Nederlands rolstoelbasketbalster.
Beijer Kwalificeerde zich met het Nederlandse team in september 2011 tijdens het Europees Kampioenschap Basketbal in Israël voor de Paralympische Zomerspelen 2012 in Londen.
Een jaar na de kwalificatie behaalde Beijer de bronzen medaille op de Paralympische Spelen van 2012 in Londen en was topscoorder voor het Nederlandse team
Tijdens het Europees kampioenschap rolstoelbasketbal 2015 in Worcester kreeg Beijer, naast de zilveren medaille, ook een plaats in het Allstar team, mede omdat zij de hoogste gemiddelde puntenscore had met 23.63. Bij de Paralympische Zomerspelen 2020 in Tokio wist Beijer met het Nederlands basketbalteam een gouden medaille te behalen.

## Erelijst
Europees kampioenschap 2009 in Stoke Mandeville
 Europees kampioenschap 2011 in Nazareth
 Paralympische Zomerspelen 2012 in Londen
 Europees kampioenschap 2013 in Frankfurt
 Europees kampioenschap 2013 – U25 in Stoke Mandeville
 Wereldkampioenschap 2014 in Toronto
 Europees kampioenschap 2014 – U25
 Europees kampioenschap 2015 in Worcester
 Paralympische Zomerspelen 2016 in Rio de Janeiro
 Europees kampioenschap 2017 in Adeje (Tenerife)
 Wereldkampioenschap 2018 in Hamburg
 Europees kampioenschap 2019 in Rotterdam
 Paralympische Zomerspelen 2020 in Tokio
 Europees kampioenschap 2021 in Madrid
 Wereldkampioenschap 2022 in Dubai
 Europees kampioenschap 2023 in Rotterdam
 Paralympische Zomerspelen 2024 in Parijs